# Совершеннолетие (фильм)
«Совершеннолетие» — советский звуковой фильм 1935 года режиссёра Бориса Шрейбера.

## Сюжет
1918 год. Оккупированная немцами — Белоруссия. После годичного отсутствия мастер-литейщик Гедалий возвращается к жене Суре и сыну Моте и устраивается на завод.
Сын Гедалия Мотя входит в молодёжную группу коммунистов-подпольщиков, и считает отца «старорежимником», ведущим обывательский образ жизни.
Безразличный к политике, зато регулярно посещающий синагогу, беглец из Совдепии и хороший работник, Гедалий пользуется доверием у хозяина завода, и он поручает Гедалию узнать о коммунистах на заводе, и выяснить кто же такой Дикий — неуловимый руководитель подполья.
Руководитель подполья Дикий через связного матроса Андрея даёт группе задание — взорвать железнодорожный мост, чтобы препятствовать вывозу немцами продовольствия. Девушку Моти Катю группа не берёт на задание, но её, случайно оказавшуюся в расположении немцев, арестовывают, страшась пыток она собирается покончить с собой.
Андрей отправляет Мотю с запиской к Дикому, чтобы получить у него динамит. На условленной скамейке бульвара Мотя с изумлением обнаруживает отца.
Группа взрывает мост. Катю спасает немецкий солдат коммунист Ганс Мюллер. Немцы бегут от наступающей Красной Армии.
Председатель горсовата Гедалий объявляет своему бывшему хозяину Яворскому, что он нашёл Дикого.

## В ролях
- Ефим Альтус — Гедалий
- Ольга Беюл — Сара, его жена
- Лев Шостак — Мотя, их сын
- Антонина Брянцева — Катя
- Раиса Есипова — Таня
- Исай Зонне — Ганс Мюллер
- Павел Кадочников — Михась
- Леонид Макарьев — Яворский
- Сергей Поначевный — Мамаев, грузчик
- Юрий Толубеев — Андрей, матрос

## Дополнительно
Фильм снят студией «Белгоскино», находившейся тогда в Ленинграде. 
Первый сценарий И. Зельцера.
Фильм является делютной работой в кино для актёров Юрия Толубеева и Павла Кадочникова.

## Критика
Сегодня это произведение трудно смотреть без улыбки, настолько оно наивно по содержанию и примитивно по кинематографической разработке.— киновед Г.А. Капралов, 1961 год

Картина «Совершеннолетие» по своему материалу являлась как бы логическим продолжением фильма «Первый взвод». В центре её один из эпизодов борьбы белорусского народа против немецких оккупантов в 1918 году. Но беда в том, что авторы картины не сумели художественно осмыслить эти конкретные события так, чтобы они воспринимались как обобщенная, широкая картина народной борьбы.— киновед В.И. Смаль, 1974 год

Картина представляла собой как бы прямую кальку с историко-революционных лент двадцатых годов, только снятую в звуковой версии. … Надо сказать, что при всех скидках на молодость белорусской кинематографии, в пересказе сюжета трудно удержаться от иронии, ибо он представляет собой просто конденсат штампов и стереотипов духоподъемных лент о неуловимых и бесстрашных коммунистах-подпольщиках, снимавшихся добрый десяток лет назад главным образом на студиях Киева и Одессы и давно уже ставших достоянием истории.— Мирон Черненко, 2001 год 